# Panorpodes maculatus
Panorpodes maculatus är en näbbsländeart som beskrevs av Miyamoto 1984. Panorpodes maculatus ingår i släktet Panorpodes och familjen Panorpodidae. Inga underarter finns listade i Catalogue of Life.